# Дінісін Олексій
Олексій Дінісін (5 липня 1968, Челябінськ, СРСР) — радянський хокеїст, нападник.

## Біографічні відомості
Вихованець челябінської хокейної школи. Виступав за клуби «Металург» (Челябінськ), «Луч» (Свердловськ), «Автомобіліст» (Свердловськ), «Динамо» (Харків) і «Кренгольм» (Нарва). У вищій лізі провів 61 матч (1+6), а всього в чемпіонаті СРСР зіграв понад 250 матчів.

## Статистика
| Сезон               | Клуб                         | Ліга                | І  | Г  | П  | О  | ШХ |
| ------------------- | ---------------------------- | ------------------- | -- | -- | -- | -- | -- |
| 1984-85             | «Металург» (Челябінськ)      | СРСР-3              | 2  | 0  | 0  | 0  | 0  |
| 1985-86             | «Металург» (Челябінськ)      | СРСР-2              | 14 | 0  | 0  | 0  | 2  |
| 1986-87             | «Луч» (Свердловськ)          | СРСР-3              | -  | 5  | -  | -  | -  |
| 1987-88             | «Луч» (Свердловськ)          | СРСР-3              | 63 | 16 | 12 | 28 | 12 |
| 1988-89             | «Луч» (Свердловськ)          | СРСР-2              | 7  | 2  | 2  | 4  | 2  |
|                     | «Автомобіліст» (Свердловськ) | СРСР                | 34 | 1  | 5  | 6  | 8  |
| 1989-90             | «Автомобіліст» (Свердловськ) | СРСР                | 27 | 0  | 1  | 1  | 16 |
|                     | «Автомобіліст» (Свердловськ) | перехідна           | 23 | 1  | 4  | 5  | 2  |
| 1990-91             | «Динамо» (Харків)            | СРСР-2              | 47 | 3  | 4  | 7  | 8  |
| 1991-92             | «Динамо» (Харків)            | СРСР-2              | 1  | 0  | 0  | 0  | 2  |
|                     | «Кренгольм» (Нарва)          | СРСР-2              | 60 | 16 | 12 | 28 | 22 |
| Всього у вищій лізі | Всього у вищій лізі          | Всього у вищій лізі | 61 | 1  | 6  | 7  | 24 |